# École supérieure de philosophie de Munich

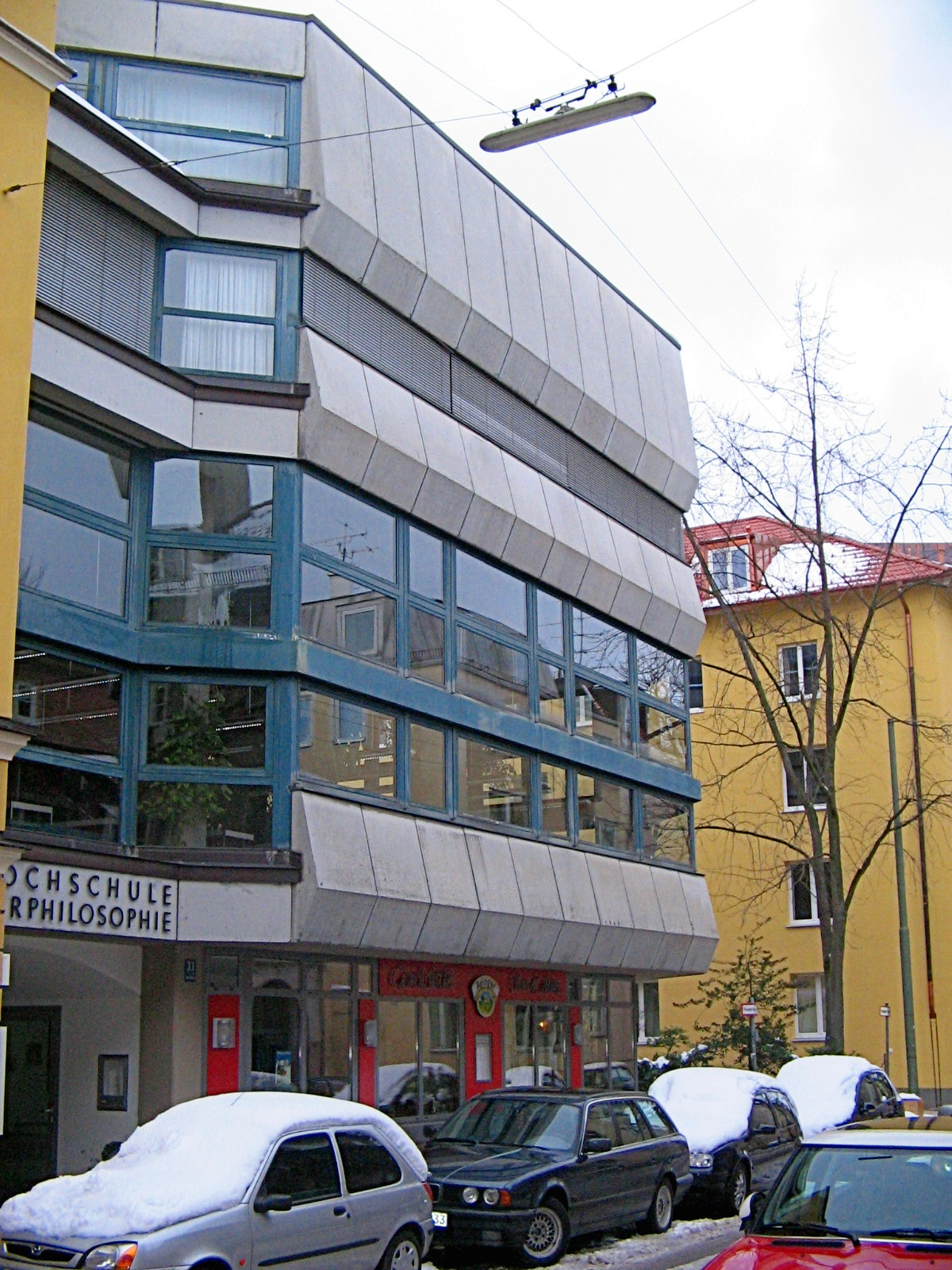
Façade d'entrée de l'école supérieure de philosophie

 (décembre 2023).
Si vous disposez d'ouvrages ou d'articles de référence ou si vous connaissez des sites web de qualité traitant du thème abordé ici, merci de compléter l'article en donnant les références utiles à sa vérifiabilité et en les liant à la section « Notes et références ».
L'école supérieure de philosophie de Munich (Hochschule für Philosophie) est une école supérieure de philosophie qui se trouve à Munich en Allemagne. Elle est dirigée par la Compagnie de Jésus.
L'école est dans le centre de Munich, Kaulbachstraße, à proximité immédiate de la Bayerische Staatsbibliothek et de l'université Louis-et-Maximilien de Munich. Son enseignement de la philosophie est reconnu par l'État. Elle décerne les grades de bachelor (équivalent à la licence) et de master, ainsi que des possibilités d'habilitation universitaire.

## Buts
Les buts de l'école sont ainsi mentionnés dans les statuts:
- Encourager la philosophie et la connaissance de son histoire
- Réfléchir de façon méthodique aux questions de fond existentielles et aux passages entre la théologie et la philosophie
- Élaborer et analyser les matières relevant de la philosophie et des sciences
- Appliquer de façon pratique les résultats des travaux théoriques à la vie des hommes ensemble

## Histoire
L'école a son origine dans le collège Berchmans fondé à Pullach par le futur cardinal Bea, sj, en 1925. C'est à l'origine un scolasticat pour les étudiants jésuites préparant leur thèse. Il y suivent leur Studium de théologie et bénéficient de cours de philosophie de haut niveau. Le collège est habilité à délivrer des doctorats en 1932. Il commence en 1945 à accepter des étudiants non-jésuites qui veulent approfondir leurs connaissances philosophiques d'un point de vue chrétien.
Le collège déménage de Pullach à Munich en 1971 et se transforme radicalement selon des orientations qui apparaissent à la suite des questions soulevées par le Concile Vatican II. Il prend son nom actuel et accepte des étudiants en dehors de la Compagnie et sans barrière de religion. Cependant les professeurs demeurent en majorité jésuites. Pour la première fois depuis sa fondation, l'école est dirigée depuis 2011 par un non-jésuite, le professeur Johannes Wallacher.
Il y avait 560 étudiants pour l'année scolaire 2010, dont 115 auditeurs.

## Source
- (de) Cet article est partiellement ou en totalité issu de l’article de Wikipédia en allemand intitulé « Hochschule für Philosophie München » (voir la liste des auteurs).